# Trichopalpus palpalis
Trichopalpus palpalis är en tvåvingeart som först beskrevs av Daniel William Coquillett 1898.  Trichopalpus palpalis ingår i släktet Trichopalpus och familjen kolvflugor. Inga underarter finns listade i Catalogue of Life.